# Klucz do koszmaru
Klucz do koszmaru – amerykański thriller z 2005 roku w reżyserii Iaina Softleya.

## Opis fabuły
Caroline Ellis pracuje w hospicjum, choć marzy by uczyć się w szkole pielęgniarskiej. Opiekuje się sparaliżowanym Benem Devereaux, który wraz z żoną jest właścicielem podupadającej rezydencji. Wprowadza się do ich domu. Violet, żona Bena wręcza Caroline klucz otwierający wszystkie pomieszczenia w domu. Kiedy trafia na strych, znajduje drzwi ukryte za książkami. Tam znajdują się przedmioty związane z uprawianiem magii. W dziewczynie twardo stąpającej po ziemi przedmioty wzbudzają duże zainteresowanie.

## Obsada
- Kate Hudson – Caroline Ellis
- Gena Rowlands – Violet Devereaux
- John Hurt – Ben Devereaux
- Peter Sarsgaard – Luke Marshall
- Joy Bryant – Jill Dupay
- Maxine Barnett – Mama Cynthia
- Fahnlohnee R. Harris – Hallie
- Ann Dalrymple – C.N.A.
- Trula M. Marcus – Pielęgniarka Trula
- Tonya Staten – Pielęgniarka Audrey
- Thomas Uskali – Robertson Thorpe
- Jen Apgar – Madeleine Thorpe
- Forrest Landis – Martin Thorpe
- Jamie Lee Redmon – Grace Thorpe

i inni

## Nagrody
Nagrody Saturn 2005

- Najlepszy horror (nominacja)
- Najlepsza aktorka drugoplanowa – Gena Rowlands (nominacja)